# Tom Thibodeau
Thomas Joseph Thibodeau Jr. (New Britain, Connecticut, 17 de marzo de 1958) es un entrenador de baloncesto estadounidense.
Como entrenador de defensa, ayudó a los Houston Rockets a situarse entre los cinco equipos que menos anotación recibieron y peor porcentaje de tiros de campo generaron entre sus oponentes durante la temporada 2003-04 y la temporada 2006-07. También ha ayudado a su equipo a terminar la liga en el Top 10 de los mejores equipos defensivos 15 veces.
Ha dirigido 214 partidos de playoffs como asistente y formó parte de las Finales de la NBA de 1999 como entrenador asistente con los New York Knicks antes de unirse a los Celtics, con los que ganó el Campeonato de 2008.

## Carrera

### Universidad
La carrera de Thibodeau comenzó en 1981 como entrenador asistente en su alma mater Salem State College. En 1984, se convirtió en entrenador en jefe del equipo después de tres años como asistente y, solo una temporada después, un entrenador asistente en la Universidad de Harvard, donde pasó las siguientes cuatro temporadas.

### NBA
Después de cuatro años en Harvard, ingresó en la NBA como asistente de entrenador con un equipo de expansión, los Minnesota Timberwolves, a las órdenes de Bill Musselman en 1989. Antes de la temporada 1991-92, se unió a los Seattle SuperSonics como ojeador.
Thibodeau se trasladó a los San Antonio Spurs en la temporada siguiente, donde trabajó como entrenador asistente de Jerry Tarkanian, Rex Hughes y John Lucas durante dos temporadas. Después de la temporada 1993-94, dejó a los Spurs junto con Lucas para convertirse en su asistente con los Philadelphia 76ers. Después de la temporada 1995-96, volvió a salir al mismo tiempo con Lucas, esta vez para unirse a los New York Knicks como asistente de Jeff Van Gundy.
Durante su período con los Knicks, ayudó al equipo a conseguir un récord de la NBA al mantener a 33 equipos por debajo de los 100 puntos de forma consecutiva durante la temporada 2000-01. Como parte del cuerpo técnico de los Knicks, también fue asistente de Jeff Van Gundy con el equipo de la Conferencia del Este en el All-Star Game de la NBA 2000. Estuvo siete años con los Knicks antes de unirse a los Houston Rockets antes de la temporada 2003-04, donde de nuevo fue asistente de Van Gundy.

#### Boston Celtics
El 30 de agosto de 2007, Thibodeau fue nombrado entrenador asistente de los Boston Celtics, que esperaban poder reforzar su defensa con su contratación. Finalmente, ayudó a los Celtics a ser el mejor equipo defensivo de la liga con su experiencia. El 4 de noviembre de 2007, Thibodeau se hizo cargo de las funciones de entrenador en jefe frente a los Toronto Raptors en lugar de Doc Rivers, quien no pudo asistir debido a la muerte de su padre ese mismo día.
Durante los playoffs de 2008, el nombre de Thibodeau se había rumoreado como candidato para el puesto vacante de entrenador jefe de los New York Knicks, con los que había trabajado como asistente durante siete años, así como los Chicago Bulls. Sin embargo, no fue contratado como entrenador jefe de ninguna de las franquicias.
Thibodeau llevó a los Celtics a obtener la mejor calificación en varias categorías defensivas durante la temporada 2007-08, y fue un factor clave en la contención de Kobe Bryant durante las finales de ese año.

#### Chicago Bulls
El 2 de junio de 2010, a la víspera de las Finales de la NBA de 2010, Thibodeau se entrevistó con varios dirigentes de los Chicago Bulls para ocupar un posible puesto vacante como entrenador jefe. El 5 de junio de 2010, los Bulls llegaron a un acuerdo con Thibodeau para llenar su vacante de entrenador jefe. Supuestamente, Thibodeau habría firmado un contrato por 3 años, embolsándose unos $ 10 millones. El 23 de junio de 2010, fue finalmente confirmado como entrenador de los Bulls. En su primera temporada, llevó a los Bulls a un récord de 62-20 y fue nombrado Entrenador del Año de la NBA. En playoffs, perdió en las Finales de Conferencia de 2011 ante Miami Heat (1-4).
Tras cinco temporadas, la derrota en semifinales de Conferencia de 2015 ante Cleveland Cavaliers (2-4) precipita la salida de Thibodeau de los Bulls, por lo que el 28 de mayo de 2015, deciden no renovarle el contrato.

#### Team USA
El 10 de junio de 2013 fue nombrado asistente del Team USA.
Durante los 3 años que fue asistente (2013-2016) Thibodeau, fue parte de la victoria de la selección estadounidense en el Mundial de 2014 en España (9-0) y el Oro Olímpico en Río 2016 (8-0), ambos al lado de Mike Krzyzewski como entrenador principal.

#### Minnesota Timberwolves
El 20 de abril de 2016, se anunció la contratación de Thibodeau por Minnesota Timberwolves como entrenador principal y presidente de operaciones de la franquicia. En su segunda temporada como técnico consiguió el acceso del equipo a playoffs 14 años después (desde 2004).
Al año siguiente, la franquicia se vio envuelta en varias polémicas, y el 6 de enero de 2019 decide cesar a Thibodeau de su puesto.

#### New York Knicks
El 30 de julio de 2020, los New York Knicks anuncian la contratación de Thibodeau como técnico principal. Al término de la temporada, y tras conseguir clasificar a los Knicks como cuartos de su conferencia, recibió el premio al Entrenador del Año, siendo el segundo de su carrera.
Durante su cuarta temporada en New York, la 2023-24, fue nombrado entrenador del mes de enero de la conferencia Este.
En julio de 2024 acuerda una extensión con los Knicks por tres temporadas. Durante su quinta temporada en Nueva York consigue 51 victorias, la mejor marca para los Knicks desde 2013, y alcanza las Finales de Conferencia, primera aparición de la franquicia en 25 años pero, a pesar de ello, el 3 de junio de 2025 es despedido.

## Estadísticas como entrenador
| Equipo    | Año     | P   | V   | D   | V–D% | Finalizado       | PP  | VP | DP | PV–D% | Resultado                            |
| --------- | ------- | --- | --- | --- | ---- | ---------------- | --- | -- | -- | ----- | ------------------------------------ |
| Chicago   | 2010-11 | 82  | 62  | 20  | .756 | 1.º en Central   | 16  | 9  | 7  | .563  | Pierde en Finales de Conferencia     |
| Chicago   | 2011-12 | 66  | 50  | 16  | .758 | 1.º en Central   | 6   | 2  | 4  | .333  | Pierde en Primera ronda              |
| Chicago   | 2012-13 | 82  | 45  | 37  | .549 | 2.º en Central   | 12  | 5  | 7  | .417  | Pierde en Semifinales de Conferencia |
| Chicago   | 2013-14 | 82  | 48  | 34  | .585 | 2.º en Central   | 5   | 1  | 4  | .200  | Pierde en Primera ronda              |
| Chicago   | 2014-15 | 82  | 50  | 32  | .610 | 2.º en Central   | 12  | 6  | 6  | .500  | Pierde en Semifinales de Conferencia |
| Minnesota | 2016-17 | 82  | 31  | 51  | .378 | 5.º en Northwest | —   | —  | —  | —     | Sin playoffs                         |
| Minnesota | 2017-18 | 82  | 47  | 35  | .573 | 4.º en Northwest | 5   | 1  | 4  | .200  | Pierde en Primera ronda              |
| Minnesota | 2018-19 | 40  | 19  | 21  | .475 | (cesado)         | —   | —  | —  | —     | —                                    |
| New York  | 2020-21 | 72  | 41  | 31  | .569 | 4.º en Atlantic  | 5   | 1  | 4  | .200  | Pierde en Primera ronda              |
| New York  | 2021-22 | 82  | 37  | 45  | .451 | 5.º en Atlantic  | —   | —  | —  | —     | No playoffs                          |
| New York  | 2022-23 | 82  | 47  | 35  | .573 | 3.º en Atlantic  | 11  | 6  | 5  | .545  | Pierde en Semifinales de Conferencia |
| New York  | 2023-24 | 82  | 50  | 32  | .610 | 2.º en Atlantic  | 13  | 7  | 6  | .538  | Pierde en Semifinales de Conferencia |
| New York  | 2024-25 | 82  | 51  | 31  | .622 | 2.º en Atlantic  | 18  | 10 | 8  | .556  | Pierde en Finales de Conferencia     |
| Total     | Total   | 998 | 578 | 420 | .579 |                  | 103 | 48 | 55 | .466  |                                      |